# Empis nigerrima
Empis nigerrima är en tvåvingeart som beskrevs av Friedrich Hermann Loew 1862. Empis nigerrima ingår i släktet Empis och familjen dansflugor. Inga underarter finns listade i Catalogue of Life.